# Verwaltungsgemeinschaft Rositz
In der Verwaltungsgemeinschaft Rositz aus dem thüringischen Landkreis Altenburger Land haben sich acht Gemeinden zur Erledigung ihrer Verwaltungsgeschäfte zusammengeschlossen. Sie liegt zwischen den Städten Meuselwitz und Altenburg.
Sitz der Verwaltungsgemeinschaft ist Rositz.

## Die Gemeinden
Nachfolgend die Gemeinden und deren Einwohnerzahl in Klammern (Stand: 31. Dezember 2024):
- Göhren (428)
- Göllnitz (300)
- Kriebitzsch (992)
- Lödla (723)
- Mehna (260)
- Monstab (366)
- Rositz (2686)
- Starkenberg (1692)

## Geschichte
Die Verwaltungsgemeinschaft wurde auf freiwilliger Basis am 1. Juni 1992 gebildet. Am 1. Januar 2019 wurden im Rahmen der Gebietsreform in Thüringen die Gemeinden Göhren, Göllnitz, Mehna und Starkenberg aus der aufgelösten Verwaltungsgemeinschaft Altenburger Land aufgenommen.

### Einwohnerentwicklung
Entwicklung der Einwohnerzahl:
| - 1994: 6376 - 1995: 6325 - 1996: 6249 - 1997: 6150 - 1998: 6085 - 1999: 6079 | - 2000: 6059 - 2001: 5997 - 2002: 5873 - 2003: 5791 - 2004: 5752 - 2005: 5687 | - 2006: 5623 - 2007: 5528 - 2008: 5500 - 2009: 5422 - 2010: 5380 - 2011: 5360 | - 2012: 5223 - 2013: 5156 - 2014: 5072 - 2015: 5043 - 2016: 4967 - 2017: 4914 | - 2018: 4926 - 2019: 7758 - 2020: 7675 - 2021: 7638 - 2022: 7653 - 2023: 7582 |

 Datenquelle: ab 1994 Thüringer Landesamt für Statistik – Werte vom 31. Dezember